# Kaplica Wniebowzięcia Najświętszej Maryi Panny w Starogardzie Gdańskim-Kocborowie
Kaplica Wniebowzięcia Najświętszej Maryi Panny – neoromańska kaplica cmentarna w Starogardzie Gdańskim, znajdująca się na terenie szpitala kocborowskiego, na cmentarzu. Filia parafii Najświętszego Serca Pana Jezusa w Starogardzie Gdańskim. Wpisana do gminnej ewidencji zabytków pod numerem 0583-0000311.

## Architektura
Świątynia neoromańska, jednonawowa. Wzniesiona z czerwonej cegły. Fasadę obiektu zwieńcza bellcote z zawieszonym dzwonem. Na dachu świątyni znajduje się sygnaturka.

## Galeria

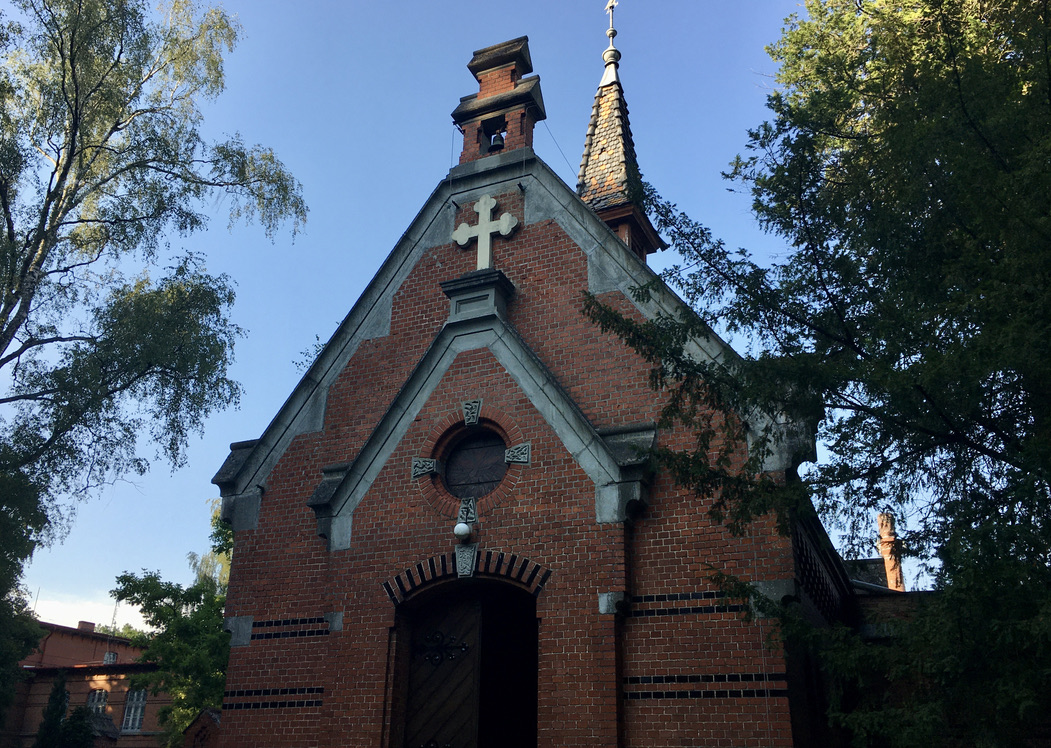
Fasada
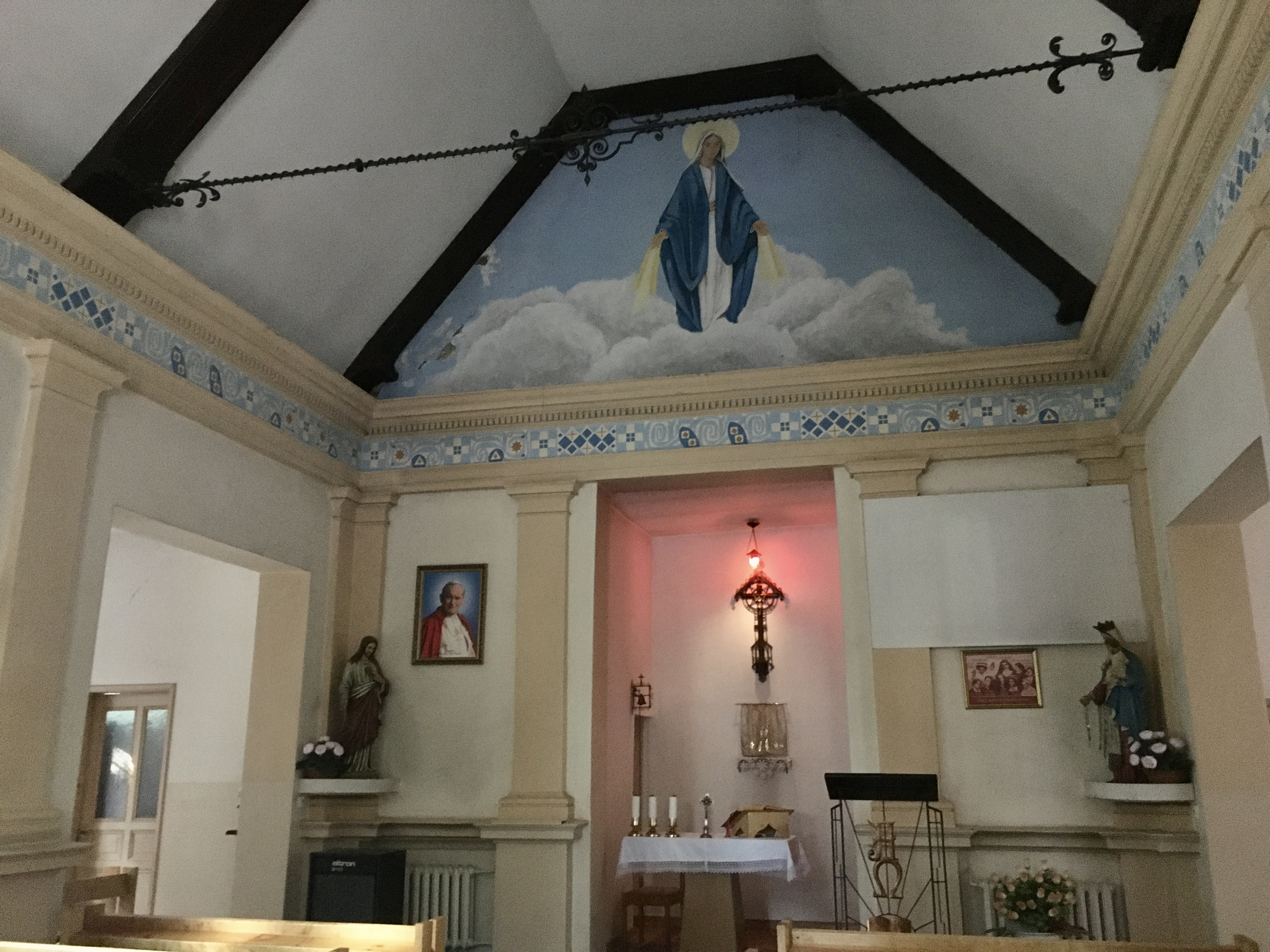
Wnętrze
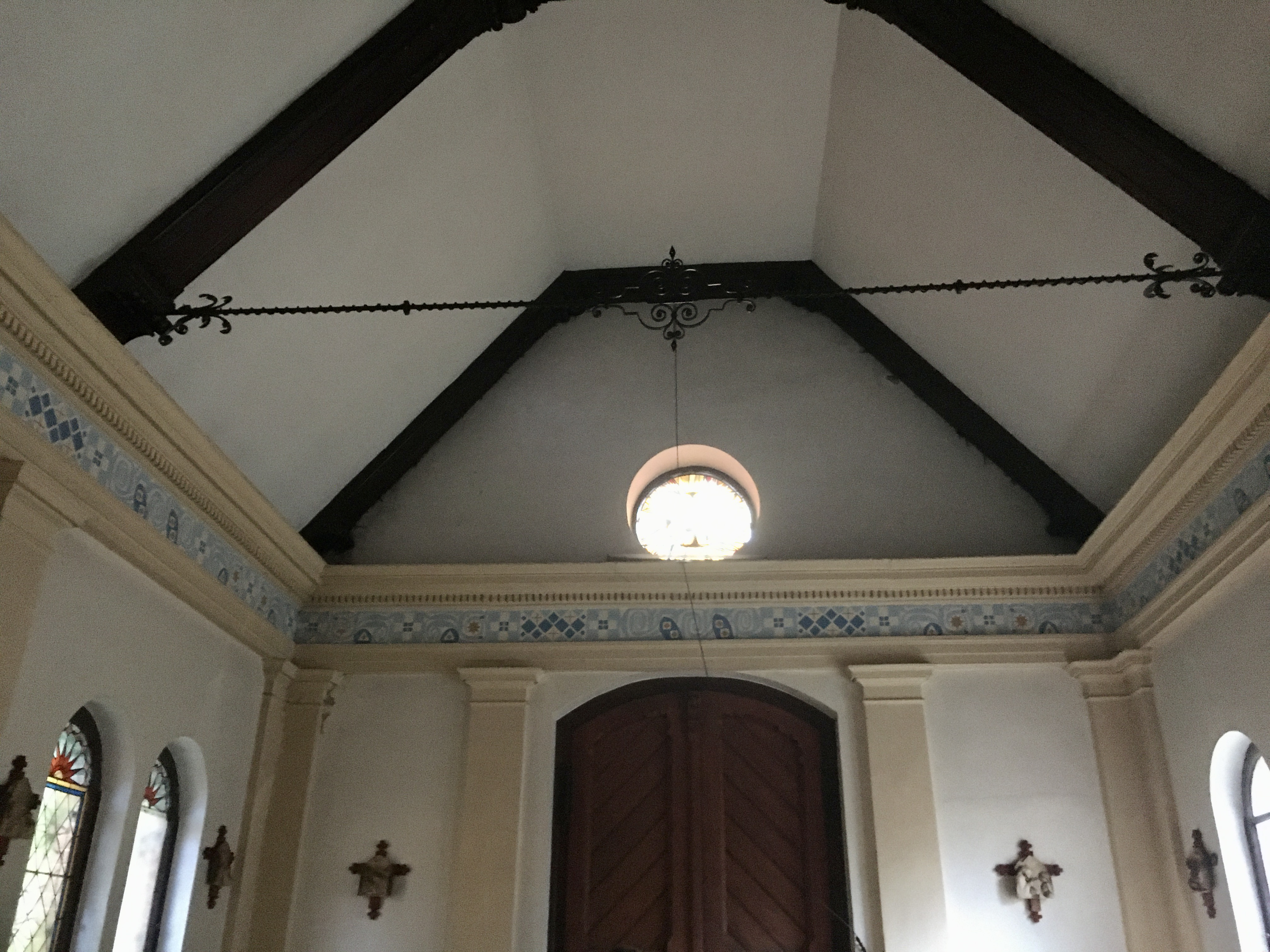
Ściąg pod sklepieniem
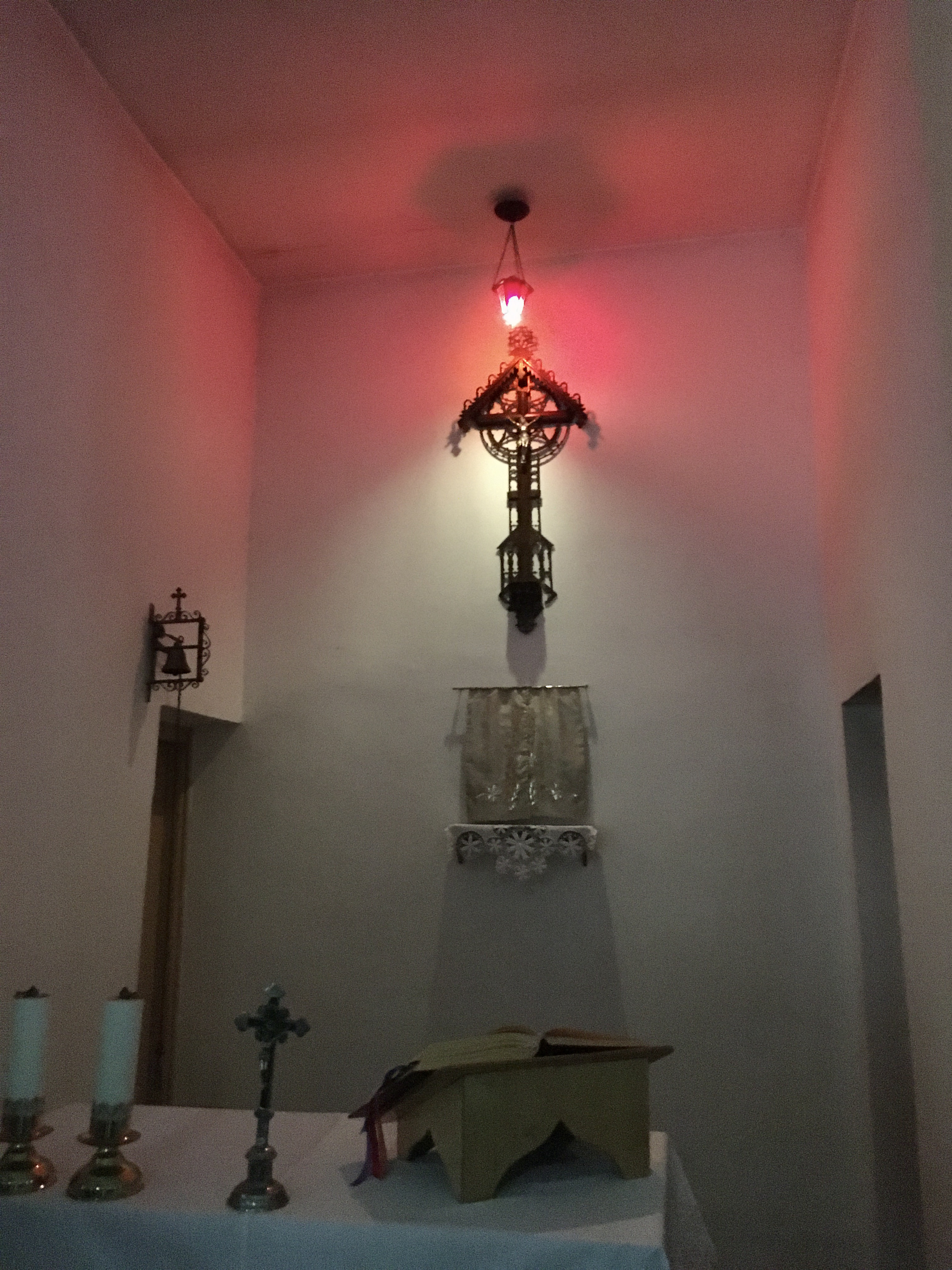
Prezbiterium